# Oracle Linux
Oracle Linux è una distribuzione GNU/Linux basata sul codice sorgente di RHEL, Red Hat Enterprise Linux. Oracle Linux è sviluppata da Oracle allo scopo di ottimizzare prestazioni, scalabilità e affidabilità nell'utilizzo dei servizi come Oracle Cloud e Oracle Engineered Systems.
Di fatto essendo una distribuzione basata su RedHat viene definita RedHat Based, condividendo il sistema di gestione dei pacchetti RPM, Yum o DNF.
Oracle Linux rientra come RHEL nelle versioni commerciali di Linux, a differenza delle altre RedHat Based, CentOS (progetto terminato con la release 8), e le nuove AlmaLinux e RockyLinux, a tutti gli effetti "eredi" di CentOS, e basate sugli stessi pacchetti software di Linux RHEL.